# Max Josef Milde
Max Josef Milde (* 20. November 1922 in Niederhermsdorf; † 24. April 2016 in Bremen) war ein in Italien verurteilter Kriegsverbrecher, ehemaliger Unteroffizier der Wehrmacht, Mitglied des Musikkorps und der Feldgendarmie der Fallschirm-Panzer-Division 1 Hermann Göring.
Milde wurde am 10. Oktober 2006 in Abwesenheit vom Militärgericht in La Spezia der Beteiligung an dem Massaker von Civitella in Val di Chiana, Cornia und San Pancrazio, dem am 29. Juni 1944 mehr als 200 Zivilisten in dem italienischen Dorf Civitella in Val di Chiana (bei Arezzo in der Toskana) zum Opfer gefallen waren, schuldig gesprochen und zu lebenslanger Haft sowie Wiedergutmachung an neun Angehörige von Opfern verurteilt.
Die Aktion sollte eine Vergeltung von Wehrmachtsoldaten für zwei Partisanenanschläge am 18. und 21. Juni 1944 sein. Am 29. Juni 1944 gingen die deutschen Truppen gegen die drei Dörfer unter dem Vorwand der „Bandenbekämpfung“ vor. Es war kein Angriff auf die Partisanen, sondern eine Ermordung von Zivilisten. Lediglich ein Partisan wurde im Verlauf des Massakers erschossen. Die unbewaffneten und zivilen Bewohner waren vor allem Männer, aber auch Frauen und Kinder. Im Verlauf des Massakers wurden „etwa 100 Häuser […] durch Feuer zerstört“.
Gegen das Urteil war das Rechtsmittel der Revision zugelassen; das Verfahren war insofern nicht abgeschlossen. Da Deutschland eigene Staatsbürger nicht ausliefert, konnte das Urteil in Deutschland selbst bei Rechtskraft nur vollstreckt werden, wenn Italien ein Rechtshilfeersuchen an Deutschland richten und die deutschen Behörden diesem folgen würden. Nach deutschem Recht muss im Gegensatz zu Italien die individuelle Schuld eines Angeklagten nachgewiesen werden.
Im italienischen Prozess wurde Milde von keinem der Zeugen konkret als Täter beschuldigt. Auf Milde waren die italienischen Behörden offenbar nur aufmerksam geworden, da er einer Frau, die er als Partisanin am Tag des Massakers bewachen sollte, seine Heimatadresse gab. Dabei soll er ihr gegenüber unter Tränen geäußert haben, dass der Hauptmann Verbrechen an der Zivilbevölkerung begehe.
Nach dem Ende des Zweiten Weltkriegs lebte er in Bremen und arbeitete bei der Polizei. Am 1. Dezember 2007 kam es zu einer Kundgebung vor dem Haus, in dem Milde in Bremen lebte.